# Tony Awards 1988
Die Verleihung der 42. Tony Awards 1988 (42nd Annual Tony Awards) fand am 5. Juni 1988 im Minskoff Theatre in New York City statt. Moderatorin der Veranstaltung war Angela Lansbury, als Laudatoren und Darsteller fungierten Matthew Broderick, Terry Burrell, Nell Carter, Richard Chamberlain, Jim Dale, Loretta Devine, Colleen Dewhurst, Joel Grey, Gregory Hines, Amy Irving, Bill Irwin, Linda Lavin, Patti LuPone, Madonna, John Mahoney, Bill McCutcheon, Howard McGillin, Donna McKechnie, Mandy Patinkin, Bernadette Peters, Sheryl Lee Ralph, Lee Remick, Chita Rivera, Jason Robards, Lily Tomlin und Kathleen Turner. Ausgezeichnet wurden Theaterstücke und Musicals der Saison 1987/88, die am Broadway ihre Erstaufführung hatten. Die Preisverleihung wurde von Columbia Broadcasting System im Fernsehen übertragen.

## Hintergrund
Die Antoinette Perry Awards for Excellence in Theatre, oder besser bekannt als Tony Awards, werden seit 1947 jährlich in zahlreichen Kategorien für herausragende Leistungen bei Broadway-Produktionen und -Aufführungen der letzten Theatersaison vergeben. Zusätzlich werden verschiedene Sonderpreise, z. B. der Regional Theatre Tony Award, verliehen. Benannt ist die Auszeichnung nach Antoinette Perry. Sie war 1940 Mitbegründerin des wiederbelebten und überarbeiteten American Theatre Wing (ATW). Die Preise wurden nach ihrem Tod im Jahr 1946 vom ATW zu ihrem Gedenken gestiftet und werden bei einer jährlichen Zeremonie in New York City überreicht.

## Gewinner und Nominierte

### Theaterstücke
| Kategorie                            | Preisträger       | Theaterstück                                | Nominierungen |
| Bestes Theaterstück                  | David Henry Hwang | M. Butterfly                                | - A Walk in the Woods – Lee Blessing - Joe Turner’s Come and Gone – August Wilson - Speed-the-Plow – David Mamet                                                                                      |
| Bester Hauptdarsteller Theaterstück  | Ron Silver        | Speed-the-Plow als Charlie Fox              | - Derek Jacobi in Breaking the Code als Alan Turing - John Lithgow in M. Butterfly als Rene Gallimard - Robert Prosky in A Walk in the Woods als Andrey Botvinnik                                     |
| Beste Hauptdarstellerin Theaterstück | Joan Allen        | Burn This als Anna Mann                     | - Blythe Danner in A Streetcar Named Desire als Blanche Du Bois - Glenda Jackson in Macbeth als Lady Macbeth - Frances McDormand in A Streetcar Named Desire als Stella Kowalski                      |
| Bester Nebendarsteller Theaterstück  | BD Wong           | M. Butterfly als Song Liling                | - Michael Gough in Breaking the Code als Dillwyn Knox - Lou Liberatore in Burn This als Larry - Delroy Lindo in Joe Turner’s Come and Gone als Herald Loomis                                          |
| Beste Nebendarstellerin Theaterstück | L. Scott Caldwell | Joe Turner’s Come and Gone als Bertha Holly | - Kimberleigh Aarn in Joe Turner’s Come and Gone als Mattie Campbell - Kate Nelligan in Serious Money als Verschiedene Charaktere - Kimberly Scott in Joe Turner’s Come and Gone als Molly Cunningham |
| Beste Theaterregie                   | John Dexter       | M. Butterfly                                | - Gregory Mosher – Speed-the-Plow - Lloyd Richards – Joe Turner’s Come and Gone - Clifford Williams – Breaking the Code                                                                               |

### Musicals
| Kategorie                       | Preisträger                             | Musical                                               | Nominierungen |
| Bestes Musical                  | Andrew Lloyd Webber und Richard Stilgoe | The Phantom of the Opera                              | - Into the Woods - Romance/Romance - Sarafina! |
| Bester Hauptdarsteller Musical  | Michael Crawford                        | The Phantom of the Opera als The Phantom of the Opera | - Scott Bakula in Romance/Romance als Alfred Von Wilmers/Sam - David Carroll in Chess als Anatoly - Howard McGillin in Anything Goes als Billy Crocker                                                                                                   |
| Beste Hauptdarstellerin Musical | Joanna Gleason                          | Into the Woods als Baker’s Wife                       | - Alison Fraser in Romance/Romance als Josefine Weninger/Monica - Judy Kuhn in Chess als Florence - Patti LuPone in Anything Goes als Reno Sweeney |
| Bester Nebendarsteller Musical  | Bill McCutcheon                         | Anything Goes als Moonface Martin                     | - Anthony Heald in Anything Goes als Lord Evelyn Oakleigh - Werner Klemperer in Cabaret als Herr Schultz - Robert Westenberg in Into the Woods als Wolf/Cinderella’s Prince                                                                              |
| Beste Nebendarstellerin Musical | Judy Kaye                               | The Phantom of the Opera als Carlotta Guidicelli      | - Leleti Khumalo in Sarafina! als Sarafina - Alyson Reed in Cabaret als Sally Bowles - Regina Resnik in Cabaret als Fraulein Schneider |
| Bestes Musicallibretto          | James Lapine                            | Into the Woods                                        | - Lee Breuer – The Gospel at Colonus - Richard Stilgoe und Andrew Lloyd Webber – The Phantom of the Opera - Barry Harman – Romance/Romance |
| Beste Originalmusik             | Stephen Sondheim (Musik und Liedtexte)  | Into the Woods                                        | - The Phantom of the Opera – Andrew Lloyd Webber (Musik) sowie Charles Hart und Richard Stilgoe (Liedtexte) - Romance/Romance – Keith Herrmann (Musik) und Barry Harman (Liedtexte) - Sarafina! – Mbongeni Ngema und Hugh Masekela (Musik und Liedtexte) |
| Beste Musicalregie              | Harold Prince                           | The Phantom of the Opera                              | - James Lapine – Into the Woods - Mbongeni Ngema – Sarafina! - Jerry Zaks – Anything Goes |

### Theaterstücke oder Musicals
| Kategorie            | Preisträger                                                     | Theaterstück bzw. Musical | Nominierungen |
| Bestes Bühnenbild    | Maria Björnson                                                  | The Phantom of the Opera  | - Eiko Ishioka – M. Butterfly - Tony Straiges – Into the Woods - Tony Walton – Anything Goes                               |
| Beste Choreographie  | Michael Smuin                                                   | Anything Goes             | - Lar Lubovitch – Into the Woods - Gillian Lynne – The Phantom of the Opera - Ndaba Mhlongo and Mbongeni Ngema – Sarafina! |
| Beste Kostüme        | Maria Björnson                                                  | The Phantom of the Opera  | - Ann Hould-Ward – Into the Woods - Eiko Ishioka – M. Butterfly - Tony Walton – Anything Goes                              |
| Bestes Lichtdesign   | Andrew Bridge                                                   | The Phantom of the Opera  | - Paul Gallo – Anything Goes - Richard Nelson – Into the Woods - Andy Phillips – M. Butterfly                              |
| Beste Wiederaufnahme | Cole Porter (Musik) sowie Guy Bolton und P. G. Wodehouse (Buch) | Anything Goes             | - A Streetcar Named Desire - Cabaret - Dreamgirls                                                                          |

### Sonderpreise (ohne Wettbewerb)
| Kategorie              | Preisträger                                    | Grund der Preisverleihung |
| Regional Theatre Award | South Coast Repertory, Costa Mesa, Kalifornien |                           |
| Special Tony Award     | Brooklyn Academy of Music                      |                           |

## Statistik

### Mehrfache Nominierungen
- 10 Nominierungen: Anything Goes, Into the Woods und The Phantom of the Opera
- 7 Nominierungen: M. Butterfly
- 6 Nominierungen: Joe Turner’s Come und Gone
- 5 Nominierungen: Romance/Romance und Sarafina!
- 4 Nominierungen: Cabaret
- 3 Nominierungen: Breaking the Code, Speed-the-Plow und A Streetcar Named Desire
- 2 Nominierungen: Burn This, Chess und A Walk in the Woods

### Mehrfache Gewinne
- 7 Gewinne: The Phantom of the Opera
- 3 Gewinne: Anything Goes, Into the Woods und M. Butterfly